# 閘北区
閘北区（コウホクく、簡体字中国語: 闸北区、拼音: Zháběi Qū、英語: Zhabei District）は中華人民共和国上海市にかつて存在した市轄区。日本人には上海語と日本語の入り混じった呼び方で「ザホク」と呼ばれていた。

## 地理
閘北区は上海市中心城区の北部、蘇州河沿岸に位置し、南東は黄浦区、南は静安区、北は宝山区、東は虹口区、西は普陀区に接していた。

## 歴史
1912年（民国元年）に設置された閘北市を前身とする。閘北の地名は南部を流れる呉淞江の2つの閘門に由来する。1928年（民国17年）に閘北区と改称された。2015年、隣接する静安区と合併し新・静安区となり消滅。

## 行政区画
下部に8街道と1鎮を管轄していた。
- 街道
  - 天目西路街道
  - 北站街道
  - 宝山路街道
  - 芷江西路街道
  - 共和新路街道
  - 大寧路街道
  - 彭浦新村街道
  - 臨汾路街道
- 鎮
  - 彭浦鎮